# 米拿現
米拿現（希伯來語：מְנַחֵם，？—前742年），天主教譯為默納恆，又譯梅纳赫姆，是古代中東國家北以色列王國的君主。他的父親是迦底（《列王紀下》第15章第17节参）。

## 登年早期
米拿現在位的年期，目前歷史上有兩種講法：
1. 費毅榮（英语：Edwin R. Thiele）認為是從前749年到前738年；
2. 威廉·奧爾布賴特（英语：William F. Albright）認為是從前745年到前742年。

## 聖經相關章節
- 《列王紀下》第15章17-22節